# Otto Tief
Otto Tief, né le 14 août 1889 à Uusküla et décédé le 5 mars 1976 à Ahja, est un homme politique estonien, commandant militaire pendant la guerre d'indépendance estonienne et avocat.
Otto Tief est le premier ministre par intérim du dernier gouvernement d'Estonie avant l'invasion des troupes soviétiques et l'occupation de l'Estonie pendant la Seconde Guerre mondiale en septembre 1944,. En raison de son engagement envers son pays, Otto Tief est considéré par nombre de ses compatriotes comme un symbole de la résistance nationale.

## Biographie

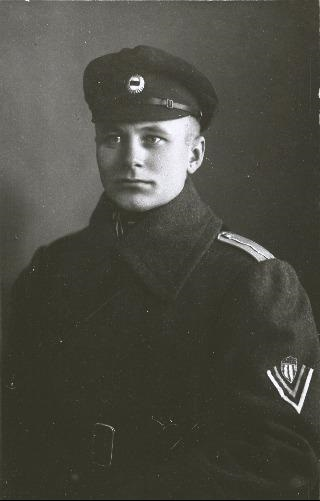
Le lieutenant Otto Tief dans l'armée estonienne pendant la guerre d'indépendance estonienne en 1919.

### Éducation et carrière
Otto Tief étudie le droit à Saint-Pétersbourg entre 1910 et 1916. Pendant la guerre d'indépendance estonienne, il est le commandant du bataillon Kalevlaste Maleva formé en 1918 par des membres de la société sportive Kalev. Après la guerre, il obtient son diplôme de droit à l'université de Tartu en 1921. Il est ensuite conseiller juridique de la Banque foncière estonienne et travaille également dans un cabinet privé en tant qu'avocat. Otto Tief est élu au troisième Riigikogu en 1926 et occupe le poste de ministre des Affaires sociales de 1926 à 1927. En 1928, il devient ministre de la Justice. En 1932, il est élu au cinquième Riigikogu.

### Gouvernement Tief de 1944
Au cours de la période mouvementée de septembre 1944, entre le retrait des forces d'occupation allemandes en Estonie et l'arrivée de l'Armée rouge, le président par intérim de la république d'Estonie, Jüri Uluots, nomme Otto Tief Premier ministre et lui demande de former un gouvernement le 18 septembre 1944. Ce dernier publie alors une proclamation, rétablissant l'indépendance de la république d'Estonie sur la base de la continuité juridique, et tente d'organiser la défense de Tallinn contre l'invasion de l'Armée rouge, qui pénètre dans la capitale le 22 septembre 1944.
Les membres du gouvernement Tief sont :
- Otto Tief - Premier ministre par intérim et ministre de l'Intérieur
- Arnold Susi (en) - Ministre de l'éducation
- Johannes Klesment (en) (s'est échappé en Suède, prend ses fonctions le 13 janvier 1945) - Ministre de la Justice
- Kaarel Liidak (en) (décédé le 16 janvier 1945) - Ministre de l'Agriculture
- Hugo Pärtelpoeg (en) (décédé le 29 avril 1951) - ministre des Finances
- Voldemar Sumberg – Ministre des affaires sociales
- Juhan Pikkov (décédé le 3 septembre 1947) - Ministre des communications
- August Rei (en) (en Suède, occupe ses fonctions du 31 décembre 1944 au 9 janvier 1945) - Ministre des Affaires étrangères
- Juhan Kaarlimäe (en) - Ministre
- Johannes Sikkar (en) - Ministre
- Artur Terras (en) - Ministre

### Conséquences
Otto Tief est arrêté par les autorités soviétiques le 10 octobre 1944. En 1945, il est condamné à dix ans d'emprisonnement dans un goulag sibérien. De retour en Estonie en 1956, il est contraint de partir pour l'Ukraine jusqu'en 1965, date à laquelle il est autorisé à retourner dans la région de la Baltique pour vivre de l'autre côté de la frontière estonienne en Lettonie. Lorsque Tief décède le 5 mars 1976, les services de sécurité soviétiques n'autorisent pas son inhumation au cimetière national de Tallinn. Lorsque l'Estonie retrouve son indépendance en 1991, il y est réinhumé en 1993, en présence d'un grand nombre de personnes venues lui rendre hommage.

## Symbole
Otto Tief n'occupe le pouvoir que pendant une brève période (du 18 au 22 septembre 1944) et ses efforts sont rapidement anéantis par l'invasion de l'Armée rouge. Cependant, les actions d'Otto Tief ont une immense signification symbolique et juridique, comme sa proclamation de la restauration de la république d'Estonie, ainsi que la levée du drapeau estonien au sommet de la tour Pikk Hermann, sur les hauteurs de Tallinn au siège du pouvoir à Toompea, contredisant les affirmations de l'historiographie soviétique, selon lesquelles l'invasion de l'Estonie par l'Armée rouge en septembre 1944 constitue « la libération de l'Estonie »,. Bien que la tentative de restauration de l'indépendance de l'Estonie en septembre 1944 échoue, le gouvernement Tief s'avère être une partie intégrante et indispensable de la continuité de jure de la république d'Estonie, sur laquelle repose l'État actuel.

## Commémoration
En février 2007, le Riigikogu décide de commémorer les actions du gouvernement d'Otto Tief en proclamant le 22 septembre « Journée de la résistance » annuelle. Le 22 septembre 1944 est le jour où après le départ des forces d'occupation de l'Allemagne nazie, l'armée rouge prend le contrôle du centre administratif de Tallinn, arrache le drapeau national estonien et le remplace par la bannière rouge, symbole de l'occupation par l'Union soviétique.